# Schwenker Gespann
Een Schwenker of Schwenker Gespann is een ijsrace-zijspancombinatie waarbij de bakkenist er met behulp van een stuur of hevel voor zorgt dat de hele combinatie naar de binnenkant van de bochten gaat hellen. 
Door het grote gevaar (als de bakkenist een fout maakt wordt de hele combinatie onbestuurbaar) is dit in Duitsland sinds 1972 verboden. De races met deze machines staan alleen open voor combinaties die ten minste dertig jaar oud zijn.
Hiervan afgeleid is het woord "Schwenkeriaans", wat zoveel betekent als uiterst zorgvuldig te werk gaan.